# 布蘭查德 (愛達荷州)
布蘭查德（英語：Blanchard）是位於美國愛達荷州邦納縣的一個人口普查指定地區。

## 地理
布蘭查德的座標為48°01′01″N 116°59′02″W / 48.01694°N 116.98389°W，而該地最高點為海拔高度697米（即2287英尺）。

## 人口
根據2010年美國人口普查的數據，布蘭查德的面積為3.96平方千米，當中陸地面積為3.84平方千米，而水域面積為0.12平方千米。當地共有人口261人，而人口密度為每平方千米65.91人。